# Bitva u Nového Jičína
Bitva u Nového Jičína byla menším válečným střetem mezi ligistickými oddíly pod velením Jeana de Gauchiera a armádou českých a moravských stavů vedených Janem Jiřím Krnovským v dozvucích porážky českého stavovského povstání na počátku třicetileté války. Odehrála se 25. července 1621 na předměstích města Nový Jičín na severní Moravě. Vojsko českých stavů zde porazilo městskou katolickou posádku a následně povraždilo stovky zajatých vojáků, povětšinou cizineckých žoldnéřů.

## Okolnosti
Po porážce české stavovské armády v bitvě na Bílé hoře zůstala část jejích sil v rakouském Slezsku. Protestantský šlechtic Jan Jiří Krnovský, vůdce slezských stavovských vojsk, se rozhodl obnovit protestantskou moc v českém království a zahájil tažení do Čech. V severovýchodní části nedaleké Moravy přitom protestantští Valaši bojovali proti katolíkům a dále na východ v Horních Uhrách se protestanti pokoušeli spojit se silami uherského povstaleckého knížete Gábora Bethlena.

## Průběh bitvy
V Novém Jičíně byla umístěna silná posádka z řad vojsk Katolické ligy složená především z neapolských žoldnéřů placených Španělským impériem, která ohrožovala protestantské síly obsazující města a hrady ve Slezsku a na severní Moravě. Stavovské vojsko přitáhlo k městu a 25. července 1621 zahájilo útok.
Během bitvy začal obrovský požár a všechna předměstí Nového Jičína tak vyhořela. Požár rovněž znemožnil obráncům úspěšně bránit město a jen malá část z nich v čele s velitelem posádky Jeanem de Gauchierem uprchla do Olomouce. V dobytém městě pak vojáci Krnovského popravili několik set zajatců.

## Důsledky
Město bylo po intenzivních bojích silně zdevastováno. Severní Morava byla po porážce zdejší posádky jistou dobu ponechána pod kontrolou protestantů. Stavovské síly však nedokázaly dobýt Olomouc a obsadit celou Moravu, Jiří Jan Krnovský se proto rozhodl přesunout do Uher, aby spojil své síly s Gáborem Bethlenem.
Na místě masového hrobu zabitých vojáků, povětšinou katolíků, byla na návrší na jihozápadním okraji města vybudována dřevěná kaplička, na počest zemřelých Španělů pojmenovaná Španělská kaple, přestavená v letech 1863 a 1864 na zděnou rozsáhlejší sakrální stavbu.